# Gunnar Mascoll Silfverstolpe
Gunnar Mascoll Silfverstolpe est un poète, traducteur et critique suédois né le 21 janvier 1893 dans la paroisse de Rytterne, dans le Västmanland, et mort le 26 juin 1942 à Stockholm.